# برت-اوکه واری
برت-اوکه واری (سوئدی: Bert-Åke Varg؛ زادهٔ ۲۷ آوریل ۱۹۳۲) یک بازیگر و خواننده اهل سوئد است.
از فیلم‌های او می‌توان به زبان عشق، جای نگرانی نیست و مهمانی شرکت اشاره کرد.